# Te Roto Kare
Der Te Roto Kare ist ein See im Hastings District der Region Hawke’s Bay auf der Nordinsel von Neuseeland.

## Geographie
Der Te Roto Kare befindet sich rund 6,5 km nordnordwestlich von Hastings und rund 3,6 km westsüdwestlich des südwestlichen städtischen Ausläufers der Stadt Napier. Der See, der in Teilen einige Verlandungen aufweist, erstreckt sich über eine Länge von rund 700 m in Ost-West-Richtung und über eine maximale Breite von rund 300 m in Nord-Süd-Richtung. Mit einer Flächenausdehnung von rund 18 Hektar kommt der See auf einen Umfang von rund 2,2 km.
Der See verfügt über keine nennenswerten Zuläufe. Auch ein Abfluss existiert nicht.